# UniCredit Czech Open 2013
UniCredit Czech Open 2013 byl už 20. ročník tenisového turnaje, který je součástí mužského okruhu ATP Challenger Tour. Turnaj se hrál venku na antuce, na dvorcích tenisového areálu TK Agrofert Prostějov v Prostějově. Turnaj probíhal od 3. do 9. června 2013.

## Mužská dvouhra

### Nasazení
| Země      | Hráč                   | ATP1) | Nasazení |
| --------- | ---------------------- | ----- | -------- |
| Německo   | Florian Mayer          | 30    | 1        |
| Česko     | Lukáš Rosol            | 36    | 2        |
| Finsko    | Jarkko Nieminen        | 38    | 3        |
| Španělsko | Albert Montañés        | 47    | 4        |
| Česko     | Radek Štěpánek         | 52    | 5        |
| Španělsko | Albert Ramos           | 64    | 6        |
| Španělsko | Guillermo García-López | 79    | 7        |
| Česko     | Jan Hájek              | 87    | 8        |

- 1) Žebříček ATP k 27. květnu 2013.

### Jiné formy účasti
Následující hráči obdrželi divokou kartu do hlavní soutěže:
- Florian Mayer
- Jarkko Nieminen
- Lukáš Rosol
- Radek Štěpánek

Následující hráči postoupili z kvalifikace:
- Miloslav Mečíř
- Jaroslav Pospíšil
- Mateusz Kowalczyk
- Ivo Minář

Následující hráči postoupili jako šťastní poražení:
- Damir Džumhur
- Dušan Lojda
- Jordi Samper-Montana
- Marek Semjan

## Mužská čtyřhra

### Nasazení
| Země                   | Hráč              | Země                  | Hráč          | ATP1) | Nasazení |
| ---------------------- | ----------------- | --------------------- | ------------- | ----- | -------- |
| Spojené státy americké | Nicholas Monroe   | Německo               | Simon Stadler | 164   | 1        |
| Jihoafrická republika  | Rik de Voest      | Jihoafrická republika | Raven Klaasen | 198   | 2        |
| Polsko                 | Mateusz Kowalczyk | Česko                 | Lukáš Rosol   | 232   | 3        |
| Česko                  | Jaroslav Pospíšil | Slovensko             | Igor Zelenay  | 260   | 4        |

- 1) Žebříček ATP k 27. květnu 2013; číslo je součtem umístění obou členů páru.

### Jiné formy účasti
Následující páry obdržely divokou kartu do hlavní soutěže:
- Marek Jaloviec /  Václav Šafránek
- Michal Konečný /  Adam Pavlásek
- Jaroslav Levinský /  Dušan Lojda

## Přehled finále

### Mužská dvouhra
- Radek Štěpánek vs.  Jiří Veselý, 6–4, 6–2

### Mužská čtyřhra
- Nicholas Monroe /  Simon Stadler vs.  Mateusz Kowalczyk /  Lukáš Rosol, 6–4, 6–4